# Welsh League Cup 2011-2012
La Welsh League Cup 2011-12 è stata la 20ª edizione di questo torneo, è iniziata il 20 gennaio 2012 ed è terminata il 28 aprile 2013 con la finale vinta dall Afan Lido.

## Primo turno
| Squadra 1        | Totale | Squadra 2           | Andata | Ritorno |
| ---------------- | ------ | ------------------- | ------ | ------- |
| Bala Town        | 3 - 5  | Airbus UK Broughton | 2 - 1  | 1 - 4   |
| Port Talbot Town | 4 - 2  | Carmarthen Town     | 3 - 1  | 0 - 1   |
| Newtown          | 3 - 2  | Prestatyn Town      | 2 - 1  | 1 - 1   |
| Aberystwyth Town | 1 - 2  | Afan Lido           | 1 - 0  | 0 - 2   |

## Quarti di finale
| Squadra 1           | Totale | Squadra 2      | Andata | Ritorno |
| ------------------- | ------ | -------------- | ------ | ------- |
| Airbus UK Broughton | 1 - 3  | The New Saints | 0 - 1  | 1 - 2   |
| Llanelli Town       | 2 - 4  | Neath Athletic | 0 - 0  | 2 - 4   |
| Port Talbot Town    | 0 - 2  | Afan Lido      | 0 - 2  | 0 - 0   |
| Bangor City         | 1 - 2  | Newtown        | 1 - 1  | 1 - 5   |

## Semifinale
| Squadra 1      | Totale      | Squadra 2 | Andata | Ritorno |
| -------------- | ----------- | --------- | ------ | ------- |
| The New Saints | 3 - 3 (gfc) | Newtown   | 3 - 2  | 0 - 1   |
| Llanelli Town  | 1 - 3       | Afan Lido | 0 - 1  | 1 - 2   |

## Finale
| Arbitro: | K. Morgan |

|           |                      |               |
| Jones 42’ | Marcatori            | 90+3’ Rushton |
|           | Tiri di rigore 3 – 2 |               |